# Lista de mesorregiões e microrregiões de Minas Gerais

Mapa de Minas Gerais mostrando seus municípios agrupados em microrregiões, que por sua vez estão agrupadas em mesorregiões.

Esta é a lista de mesorregiões e microrregiões de Minas Gerais, estado brasileiro da Região Sudeste do país. O estado de Minas Gerais foi dividido geograficamente pelo IBGE em 12 mesorregiões, que por sua vez abrangem 66 microrregiões, segundo o quadro vigente a partir de 1989.
Em 2017, o IBGE criou um novo quadro regional brasileiro, com novas divisões geográficas denominadas, respectivamente, regiões geográficas intermediárias e imediatas.
A população dos municípios nesta lista é a que foi recenseada pelo IBGE no censo de 2010.

## Mesorregiões de Minas Gerais
| Mesorregião                        | Código | Área (km²/2002) | Número de municípios | Localização              | Microrregiões | Código |
| ---------------------------------- | ------ | --------------- | -------------------- | ------------------------ | ------------- | ------ |
| Noroeste de Minas                  | 01     | 62 381,061      | 19                   |                          | Unaí          | 001    |
| Noroeste de Minas                  | 01     | 62 381,061      | 19                   | Paracatu                 | 002           |        |
| Norte de Minas                     | 02     | 128 454,108     | 89                   |                          | Januária      | 003    |
| Norte de Minas                     | 02     | 128 454,108     | 89                   | Janaúba                  | 004           |        |
| Norte de Minas                     | 02     | 128 454,108     | 89                   | Salinas                  | 005           |        |
| Norte de Minas                     | 02     | 128 454,108     | 89                   | Pirapora                 | 006           |        |
| Norte de Minas                     | 02     | 128 454,108     | 89                   | Montes Claros            | 007           |        |
| Norte de Minas                     | 02     | 128 454,108     | 89                   | Grão Mogol               | 008           |        |
| Norte de Minas                     | 02     | 128 454,108     | 89                   | Bocaiuva                 | 009           |        |
| Jequitinhonha                      | 03     | 50 143,249      | 51                   |                          | Diamantina    | 010    |
| Jequitinhonha                      | 03     | 50 143,249      | 51                   | Capelinha                | 011           |        |
| Jequitinhonha                      | 03     | 50 143,249      | 51                   | Araçuaí                  | 012           |        |
| Jequitinhonha                      | 03     | 50 143,249      | 51                   | Pedra Azul               | 013           |        |
| Jequitinhonha                      | 03     | 50 143,249      | 51                   | Almenara                 | 014           |        |
| Vale do Mucuri                     | 04     | 20 080,657      | 23                   |                          | Teófilo Otoni | 015    |
| Vale do Mucuri                     | 04     | 20 080,657      | 23                   | Nanuque                  | 016           |        |
| Triângulo Mineiro e Alto Paranaíba | 05     | 90 545,534      | 66                   |                          | Ituiutaba     | 017    |
| Triângulo Mineiro e Alto Paranaíba | 05     | 90 545,534      | 66                   | Uberlândia               | 018           |        |
| Triângulo Mineiro e Alto Paranaíba | 05     | 90 545,534      | 66                   | Patrocínio               | 019           |        |
| Triângulo Mineiro e Alto Paranaíba | 05     | 90 545,534      | 66                   | Patos de Minas           | 020           |        |
| Triângulo Mineiro e Alto Paranaíba | 05     | 90 545,534      | 66                   | Frutal                   | 021           |        |
| Triângulo Mineiro e Alto Paranaíba | 05     | 90 545,534      | 66                   | Uberaba                  | 022           |        |
| Triângulo Mineiro e Alto Paranaíba | 05     | 90 545,534      | 66                   | Araxá                    | 023           |        |
| Central Mineira                    | 06     | 32 751,901      | 30                   |                          | Três Marias   | 024    |
| Central Mineira                    | 06     | 32 751,901      | 30                   | Curvelo                  | 025           |        |
| Central Mineira                    | 06     | 32 751,901      | 30                   | Bom Despacho             | 026           |        |
| Metropolitana de Belo Horizonte    | 07     | 39 486,678      | 105                  |                          | Sete Lagoas   | 027    |
| Metropolitana de Belo Horizonte    | 07     | 39 486,678      | 105                  | Conceição do Mato Dentro | 028           |        |
| Metropolitana de Belo Horizonte    | 07     | 39 486,678      | 105                  | Pará de Minas            | 029           |        |
| Metropolitana de Belo Horizonte    | 07     | 39 486,678      | 105                  | Belo Horizonte           | 030           |        |
| Metropolitana de Belo Horizonte    | 07     | 39 486,678      | 105                  | Itabira                  | 031           |        |
| Metropolitana de Belo Horizonte    | 07     | 39 486,678      | 105                  | Itaguara                 | 032           |        |
| Metropolitana de Belo Horizonte    | 07     | 39 486,678      | 105                  | Ouro Preto               | 033           |        |
| Metropolitana de Belo Horizonte    | 07     | 39 486,678      | 105                  | Conselheiro Lafaiete     | 034           |        |
| Vale do Rio Doce                   | 08     | 41 809,873      | 102                  |                          | Guanhães      | 035    |
| Vale do Rio Doce                   | 08     | 41 809,873      | 102                  | Peçanha                  | 036           |        |
| Vale do Rio Doce                   | 08     | 41 809,873      | 102                  | Governador Valadares     | 037           |        |
| Vale do Rio Doce                   | 08     | 41 809,873      | 102                  | Mantena                  | 038           |        |
| Vale do Rio Doce                   | 08     | 41 809,873      | 102                  | Ipatinga                 | 039           |        |
| Vale do Rio Doce                   | 08     | 41 809,873      | 102                  | Caratinga                | 040           |        |
| Vale do Rio Doce                   | 08     | 41 809,873      | 102                  | Aimorés                  | 041           |        |
| Oeste de Minas                     | 09     | 24 043,467      | 44                   |                          | Piumhi        | 042    |
| Oeste de Minas                     | 09     | 24 043,467      | 44                   | Divinópolis              | 043           |        |
| Oeste de Minas                     | 09     | 24 043,467      | 44                   | Formiga                  | 044           |        |
| Oeste de Minas                     | 09     | 24 043,467      | 44                   | Campo Belo               | 045           |        |
| Oeste de Minas                     | 09     | 24 043,467      | 44                   | Oliveira                 | 046           |        |
| Sul e Sudoeste de Minas            | 10     | 49 523,893      | 146                  |                          | Passos        | 047    |
| Sul e Sudoeste de Minas            | 10     | 49 523,893      | 146                  | São Sebastião do Paraíso | 048           |        |
| Sul e Sudoeste de Minas            | 10     | 49 523,893      | 146                  | Alfenas                  | 049           |        |
| Sul e Sudoeste de Minas            | 10     | 49 523,893      | 146                  | Varginha                 | 050           |        |
| Sul e Sudoeste de Minas            | 10     | 49 523,893      | 146                  | Poços de Caldas          | 051           |        |
| Sul e Sudoeste de Minas            | 10     | 49 523,893      | 146                  | Pouso Alegre             | 052           |        |
| Sul e Sudoeste de Minas            | 10     | 49 523,893      | 146                  | Santa Rita do Sapucaí    | 053           |        |
| Sul e Sudoeste de Minas            | 10     | 49 523,893      | 146                  | São Lourenço             | 054           |        |
| Sul e Sudoeste de Minas            | 10     | 49 523,893      | 146                  | Andrelândia              | 055           |        |
| Sul e Sudoeste de Minas            | 10     | 49 523,893      | 146                  | Itajubá                  | 056           |        |
| Campo das Vertentes                | 11     | 12 563,667      | 36                   |                          | Lavras        | 057    |
| Campo das Vertentes                | 11     | 12 563,667      | 36                   | São João del-Rei         | 058           |        |
| Campo das Vertentes                | 11     | 12 563,667      | 36                   | Barbacena                | 059           |        |
| Zona da Mata                       | 12     | 35 747,729      | 142                  |                          | Ponte Nova    | 060    |
| Zona da Mata                       | 12     | 35 747,729      | 142                  | Manhuaçu                 | 061           |        |
| Zona da Mata                       | 12     | 35 747,729      | 142                  | Viçosa                   | 062           |        |
| Zona da Mata                       | 12     | 35 747,729      | 142                  | Muriaé                   | 063           |        |
| Zona da Mata                       | 12     | 35 747,729      | 142                  | Ubá                      | 064           |        |
| Zona da Mata                       | 12     | 35 747,729      | 142                  | Juiz de Fora             | 065           |        |
| Zona da Mata                       | 12     | 35 747,729      | 142                  | Cataguases               | 066           |        |

## Microrregiões de Minas Gerais divididas por mesorregiões

### Mesorregião do Noroeste de Minas
| Microrregião | Código | Localização           | Municípios           |
| ------------ | ------ | --------------------- | -------------------- |
| Unaí         | 001    |                       | Arinos               |
| Unaí         | 001    | Bonfinópolis de Minas |                      |
| Unaí         | 001    | Buritis               |                      |
| Unaí         | 001    | Cabeceira Grande      |                      |
| Unaí         | 001    | Dom Bosco             |                      |
| Unaí         | 001    | Formoso               |                      |
| Unaí         | 001    | Natalândia            |                      |
| Unaí         | 001    | Unaí                  |                      |
| Unaí         | 001    | Uruana de Minas       |                      |
| Paracatu     | 002    |                       | Brasilândia de Minas |
| Paracatu     | 002    | Guarda-Mor            |                      |
| Paracatu     | 002    | João Pinheiro         |                      |
| Paracatu     | 002    | Lagamar               |                      |
| Paracatu     | 002    | Lagoa Grande          |                      |
| Paracatu     | 002    | Paracatu              |                      |
| Paracatu     | 002    | Presidente Olegário   |                      |
| Paracatu     | 002    | São Gonçalo do Abaeté |                      |
| Paracatu     | 002    | Varjão de Minas       |                      |
| Paracatu     | 002    | Vazante               |                      |

### Mesorregião do Norte de Minas
| Microrregião  | Código | Localização                | Municípios        |
| ------------- | ------ | -------------------------- | ----------------- |
| Januária      | 003    |                            | Bonito de Minas   |
| Januária      | 003    | Chapada Gaúcha             |                   |
| Januária      | 003    | Cônego Marinho             |                   |
| Januária      | 003    | Icaraí de Minas            |                   |
| Januária      | 003    | Itacarambi                 |                   |
| Januária      | 003    | Januária                   |                   |
| Januária      | 003    | Juvenília                  |                   |
| Januária      | 003    | Manga                      |                   |
| Januária      | 003    | Matias Cardoso             |                   |
| Januária      | 003    | Miravânia                  |                   |
| Januária      | 003    | Montalvânia                |                   |
| Januária      | 003    | Pedras de Maria da Cruz    |                   |
| Januária      | 003    | Pintópolis                 |                   |
| Januária      | 003    | São Francisco              |                   |
| Januária      | 003    | São João das Missões       |                   |
| Januária      | 003    | Urucuia                    |                   |
| Janaúba       | 004    |                            | Catuti            |
| Janaúba       | 004    | Espinosa                   |                   |
| Janaúba       | 004    | Gameleiras                 |                   |
| Janaúba       | 004    | Jaíba                      |                   |
| Janaúba       | 004    | Janaúba                    |                   |
| Janaúba       | 004    | Mamonas                    |                   |
| Janaúba       | 004    | Mato Verde                 |                   |
| Janaúba       | 004    | Monte Azul                 |                   |
| Janaúba       | 004    | Nova Porteirinha           |                   |
| Janaúba       | 004    | Pai Pedro                  |                   |
| Janaúba       | 004    | Porteirinha                |                   |
| Janaúba       | 004    | Riacho dos Machados        |                   |
| Janaúba       | 004    | Serranópolis de Minas      |                   |
| Salinas       | 005    |                            | Águas Vermelhas   |
| Salinas       | 005    | Berizal                    |                   |
| Salinas       | 005    | Curral de Dentro           |                   |
| Salinas       | 005    | Divisa Alegre              |                   |
| Salinas       | 005    | Fruta de Leite             |                   |
| Salinas       | 005    | Indaiabira                 |                   |
| Salinas       | 005    | Montezuma                  |                   |
| Salinas       | 005    | Ninheira                   |                   |
| Salinas       | 005    | Novorizonte                |                   |
| Salinas       | 005    | Rio Pardo de Minas         |                   |
| Salinas       | 005    | Rubelita                   |                   |
| Salinas       | 005    | Salinas                    |                   |
| Salinas       | 005    | Santa Cruz de Salinas      |                   |
| Salinas       | 005    | Santo Antônio do Retiro    |                   |
| Salinas       | 005    | São João do Paraíso        |                   |
| Salinas       | 005    | Taiobeiras                 |                   |
| Salinas       | 005    | Vargem Grande do Rio Pardo |                   |
| Pirapora      | 006    |                            | Buritizeiro       |
| Pirapora      | 006    | Ibiaí                      |                   |
| Pirapora      | 006    | Jequitaí                   |                   |
| Pirapora      | 006    | Lagoa dos Patos            |                   |
| Pirapora      | 006    | Lassance                   |                   |
| Pirapora      | 006    | Pirapora                   |                   |
| Pirapora      | 006    | Riachinho                  |                   |
| Pirapora      | 006    | Santa Fé de Minas          |                   |
| Pirapora      | 006    | São Romão                  |                   |
| Pirapora      | 006    | Várzea da Palma            |                   |
| Montes Claros | 007    |                            | Brasília de Minas |
| Montes Claros | 007    | Campo Azul                 |                   |
| Montes Claros | 007    | Capitão Enéas              |                   |
| Montes Claros | 007    | Claro dos Poções           |                   |
| Montes Claros | 007    | Coração de Jesus           |                   |
| Montes Claros | 007    | Francisco Sá               |                   |
| Montes Claros | 007    | Glaucilândia               |                   |
| Montes Claros | 007    | Ibiracatu                  |                   |
| Montes Claros | 007    | Japonvar                   |                   |
| Montes Claros | 007    | Juramento                  |                   |
| Montes Claros | 007    | Lontra                     |                   |
| Montes Claros | 007    | Luislândia                 |                   |
| Montes Claros | 007    | Mirabela                   |                   |
| Montes Claros | 007    | Montes Claros              |                   |
| Montes Claros | 007    | Patis                      |                   |
| Montes Claros | 007    | Ponto Chique               |                   |
| Montes Claros | 007    | São João da Lagoa          |                   |
| Montes Claros | 007    | São João da Ponte          |                   |
| Montes Claros | 007    | São João do Pacuí          |                   |
| Montes Claros | 007    | Ubaí                       |                   |
| Montes Claros | 007    | Varzelândia                |                   |
| Montes Claros | 007    | Verdelândia                |                   |
| Grão Mogol    | 008    |                            | Botumirim         |
| Grão Mogol    | 008    | Cristália                  |                   |
| Grão Mogol    | 008    | Grão Mogol                 |                   |
| Grão Mogol    | 008    | Itacambira                 |                   |
| Grão Mogol    | 008    | Josenópolis                |                   |
| Grão Mogol    | 008    | Padre Carvalho             |                   |
| Bocaiuva      | 009    |                            | Bocaiuva          |
| Bocaiuva      | 009    | Engenheiro Navarro         |                   |
| Bocaiuva      | 009    | Francisco Dumont           |                   |
| Bocaiuva      | 009    | Guaraciama                 |                   |
| Bocaiuva      | 009    | Olhos-d'Água               |                   |

### Mesorregião do Jequitinhonha
| Microrregião | Código | Localização                 | Municípios                  |
| ------------ | ------ | --------------------------- | --------------------------- |
| Diamantina   | 010    |                             | Couto de Magalhães de Minas |
| Diamantina   | 010    | Datas                       |                             |
| Diamantina   | 010    | Diamantina                  |                             |
| Diamantina   | 010    | Felício dos Santos          |                             |
| Diamantina   | 010    | Gouveia                     |                             |
| Diamantina   | 010    | Presidente Kubitschek       |                             |
| Diamantina   | 010    | São Gonçalo do Rio Preto    |                             |
| Diamantina   | 010    | Senador Modestino Gonçalves |                             |
| Capelinha    | 011    |                             | Angelândia                  |
| Capelinha    | 011    | Aricanduva                  |                             |
| Capelinha    | 011    | Berilo                      |                             |
| Capelinha    | 011    | Capelinha                   |                             |
| Capelinha    | 011    | Carbonita                   |                             |
| Capelinha    | 011    | Chapada do Norte            |                             |
| Capelinha    | 011    | Francisco Badaró            |                             |
| Capelinha    | 011    | Itamarandiba                |                             |
| Capelinha    | 011    | Jenipapo de Minas           |                             |
| Capelinha    | 011    | José Gonçalves de Minas     |                             |
| Capelinha    | 011    | Leme do Prado               |                             |
| Capelinha    | 011    | Minas Novas                 |                             |
| Capelinha    | 011    | Turmalina                   |                             |
| Capelinha    | 011    | Veredinha                   |                             |
| Araçuaí      | 012    |                             | Araçuaí                     |
| Araçuaí      | 012    | Caraí                       |                             |
| Araçuaí      | 012    | Coronel Murta               |                             |
| Araçuaí      | 012    | Itinga                      |                             |
| Araçuaí      | 012    | Novo Cruzeiro               |                             |
| Araçuaí      | 012    | Padre Paraíso               |                             |
| Araçuaí      | 012    | Ponto dos Volantes          |                             |
| Araçuaí      | 012    | Virgem da Lapa              |                             |
| Pedra Azul   | 013    |                             | Cachoeira de Pajeú          |
| Pedra Azul   | 013    | Comercinho                  |                             |
| Pedra Azul   | 013    | Itaobim                     |                             |
| Pedra Azul   | 013    | Medina                      |                             |
| Pedra Azul   | 013    | Pedra Azul                  |                             |
| Almenara     | 014    |                             | Almenara                    |
| Almenara     | 014    | Bandeira                    |                             |
| Almenara     | 014    | Divisópolis                 |                             |
| Almenara     | 014    | Felisburgo                  |                             |
| Almenara     | 014    | Jacinto                     |                             |
| Almenara     | 014    | Jequitinhonha               |                             |
| Almenara     | 014    | Joaíma                      |                             |
| Almenara     | 014    | Jordânia                    |                             |
| Almenara     | 014    | Mata Verde                  |                             |
| Almenara     | 014    | Monte Formoso               |                             |
| Almenara     | 014    | Palmópolis                  |                             |
| Almenara     | 014    | Rio do Prado                |                             |
| Almenara     | 014    | Rubim                       |                             |
| Almenara     | 014    | Salto da Divisa             |                             |
| Almenara     | 014    | Santa Maria do Salto        |                             |
| Almenara     | 014    | Santo Antônio do Jacinto    |                             |

### Mesorregião do Vale do Mucuri
| Microrregião  | Código | Localização           | Municípios     |
| ------------- | ------ | --------------------- | -------------- |
| Teófilo Otoni | 015    |                       | Ataléia        |
| Teófilo Otoni | 015    | Catuji                |                |
| Teófilo Otoni | 015    | Franciscópolis        |                |
| Teófilo Otoni | 015    | Frei Gaspar           |                |
| Teófilo Otoni | 015    | Itaipé                |                |
| Teófilo Otoni | 015    | Ladainha              |                |
| Teófilo Otoni | 015    | Malacacheta           |                |
| Teófilo Otoni | 015    | Novo Oriente de Minas |                |
| Teófilo Otoni | 015    | Ouro Verde de Minas   |                |
| Teófilo Otoni | 015    | Pavão                 |                |
| Teófilo Otoni | 015    | Poté                  |                |
| Teófilo Otoni | 015    | Setubinha             |                |
| Teófilo Otoni | 015    | Teófilo Otoni         |                |
| Nanuque       | 016    |                       | Águas Formosas |
| Nanuque       | 016    | Bertópolis            |                |
| Nanuque       | 016    | Carlos Chagas         |                |
| Nanuque       | 016    | Crisólita             |                |
| Nanuque       | 016    | Fronteira dos Vales   |                |
| Nanuque       | 016    | Machacalis            |                |
| Nanuque       | 016    | Nanuque               |                |
| Nanuque       | 016    | Santa Helena de Minas |                |
| Nanuque       | 016    | Serra dos Aimorés     |                |
| Nanuque       | 016    | Umburatiba            |                |

### Mesorregião do Triângulo Mineiro e Alto Paranaíba
| Microrregião   | Código | Localização            | Municípios          |
| -------------- | ------ | ---------------------- | ------------------- |
| Ituiutaba      | 017    |                        | Cachoeira Dourada   |
| Ituiutaba      | 017    | Capinópolis            |                     |
| Ituiutaba      | 017    | Gurinhatã              |                     |
| Ituiutaba      | 017    | Ipiaçu                 |                     |
| Ituiutaba      | 017    | Ituiutaba              |                     |
| Ituiutaba      | 017    | Santa Vitória          |                     |
| Uberlândia     | 018    |                        | Araguari            |
| Uberlândia     | 018    | Araporã                |                     |
| Uberlândia     | 018    | Canápolis              |                     |
| Uberlândia     | 018    | Cascalho Rico          |                     |
| Uberlândia     | 018    | Centralina             |                     |
| Uberlândia     | 018    | Indianópolis           |                     |
| Uberlândia     | 018    | Monte Alegre de Minas  |                     |
| Uberlândia     | 018    | Prata                  |                     |
| Uberlândia     | 018    | Tupaciguara            |                     |
| Uberlândia     | 018    | Uberlândia             |                     |
| Patrocínio     | 019    |                        | Abadia dos Dourados |
| Patrocínio     | 019    | Coromandel             |                     |
| Patrocínio     | 019    | Cruzeiro da Fortaleza  |                     |
| Patrocínio     | 019    | Douradoquara           |                     |
| Patrocínio     | 019    | Estrela do Sul         |                     |
| Patrocínio     | 019    | Grupiara               |                     |
| Patrocínio     | 019    | Iraí de Minas          |                     |
| Patrocínio     | 019    | Monte Carmelo          |                     |
| Patrocínio     | 019    | Patrocínio             |                     |
| Patrocínio     | 019    | Romaria                |                     |
| Patrocínio     | 019    | Serra do Salitre       |                     |
| Patos de Minas | 020    |                        | Arapuá              |
| Patos de Minas | 020    | Carmo do Paranaíba     |                     |
| Patos de Minas | 020    | Guimarânia             |                     |
| Patos de Minas | 020    | Lagoa Formosa          |                     |
| Patos de Minas | 020    | Matutina               |                     |
| Patos de Minas | 020    | Patos de Minas         |                     |
| Patos de Minas | 020    | Rio Paranaíba          |                     |
| Patos de Minas | 020    | Santa Rosa da Serra    |                     |
| Patos de Minas | 020    | São Gotardo            |                     |
| Patos de Minas | 020    | Tiros                  |                     |
| Frutal         | 021    |                        | Campina Verde       |
| Frutal         | 021    | Carneirinho            |                     |
| Frutal         | 021    | Comendador Gomes       |                     |
| Frutal         | 021    | Fronteira              |                     |
| Frutal         | 021    | Frutal                 |                     |
| Frutal         | 021    | Itapagipe              |                     |
| Frutal         | 021    | Iturama                |                     |
| Frutal         | 021    | Limeira do Oeste       |                     |
| Frutal         | 021    | Pirajuba               |                     |
| Frutal         | 021    | Planura                |                     |
| Frutal         | 021    | São Francisco de Sales |                     |
| Frutal         | 021    | União de Minas         |                     |
| Uberaba        | 022    |                        | Água Comprida       |
| Uberaba        | 022    | Campo Florido          |                     |
| Uberaba        | 022    | Conceição das Alagoas  |                     |
| Uberaba        | 022    | Conquista              |                     |
| Uberaba        | 022    | Delta                  |                     |
| Uberaba        | 022    | Uberaba                |                     |
| Uberaba        | 022    | Veríssimo              |                     |
| Araxá          | 023    |                        | Araxá               |
| Araxá          | 023    | Campos Altos           |                     |
| Araxá          | 023    | Ibiá                   |                     |
| Araxá          | 023    | Nova Ponte             |                     |
| Araxá          | 023    | Pedrinópolis           |                     |
| Araxá          | 023    | Perdizes               |                     |
| Araxá          | 023    | Pratinha               |                     |
| Araxá          | 023    | Sacramento             |                     |
| Araxá          | 023    | Santa Juliana          |                     |
| Araxá          | 023    | Tapira                 |                     |

### Mesorregião Central Mineira
| Microrregião | Código | Localização          | Municípios      |
| ------------ | ------ | -------------------- | --------------- |
| Três Marias  | 024    |                      | Abaeté          |
| Três Marias  | 024    | Biquinhas            |                 |
| Três Marias  | 024    | Cedro do Abaeté      |                 |
| Três Marias  | 024    | Morada Nova de Minas |                 |
| Três Marias  | 024    | Paineiras            |                 |
| Três Marias  | 024    | Pompéu               |                 |
| Três Marias  | 024    | Três Marias          |                 |
| Curvelo      | 025    |                      | Augusto de Lima |
| Curvelo      | 025    | Buenópolis           |                 |
| Curvelo      | 025    | Corinto              |                 |
| Curvelo      | 025    | Curvelo              |                 |
| Curvelo      | 025    | Felixlândia          |                 |
| Curvelo      | 025    | Inimutaba            |                 |
| Curvelo      | 025    | Joaquim Felício      |                 |
| Curvelo      | 025    | Monjolos             |                 |
| Curvelo      | 025    | Morro da Garça       |                 |
| Curvelo      | 025    | Presidente Juscelino |                 |
| Curvelo      | 025    | Santo Hipólito       |                 |
| Bom Despacho | 026    |                      | Araújos         |
| Bom Despacho | 026    | Bom Despacho         |                 |
| Bom Despacho | 026    | Dores do Indaiá      |                 |
| Bom Despacho | 026    | Estrela do Indaiá    |                 |
| Bom Despacho | 026    | Japaraíba            |                 |
| Bom Despacho | 026    | Lagoa da Prata       |                 |
| Bom Despacho | 026    | Leandro Ferreira     |                 |
| Bom Despacho | 026    | Luz                  |                 |
| Bom Despacho | 026    | Martinho Campos      |                 |
| Bom Despacho | 026    | Moema                |                 |
| Bom Despacho | 026    | Quartel Geral        |                 |
| Bom Despacho | 026    | Serra da Saudade     |                 |

### Mesorregião Metropolitana de Belo Horizonte
| Microrregião             | Código | Localização                 | Municípios           |
| ------------------------ | ------ | --------------------------- | -------------------- |
| Sete Lagoas              | 027    |                             | Araçaí               |
| Sete Lagoas              | 027    | Baldim                      |                      |
| Sete Lagoas              | 027    | Cachoeira da Prata          |                      |
| Sete Lagoas              | 027    | Caetanópolis                |                      |
| Sete Lagoas              | 027    | Capim Branco                |                      |
| Sete Lagoas              | 027    | Cordisburgo                 |                      |
| Sete Lagoas              | 027    | Fortuna de Minas            |                      |
| Sete Lagoas              | 027    | Funilândia                  |                      |
| Sete Lagoas              | 027    | Inhaúma                     |                      |
| Sete Lagoas              | 027    | Jaboticatubas               |                      |
| Sete Lagoas              | 027    | Jequitibá                   |                      |
| Sete Lagoas              | 027    | Maravilhas                  |                      |
| Sete Lagoas              | 027    | Matozinhos                  |                      |
| Sete Lagoas              | 027    | Papagaios                   |                      |
| Sete Lagoas              | 027    | Paraopeba                   |                      |
| Sete Lagoas              | 027    | Pequi                       |                      |
| Sete Lagoas              | 027    | Prudente de Morais          |                      |
| Sete Lagoas              | 027    | Santana de Pirapama         |                      |
| Sete Lagoas              | 027    | Santana do Riacho           |                      |
| Sete Lagoas              | 027    | Sete Lagoas                 |                      |
| Conceição do Mato Dentro | 028    |                             | Alvorada de Minas    |
| Conceição do Mato Dentro | 028    | Conceição do Mato Dentro    |                      |
| Conceição do Mato Dentro | 028    | Congonhas do Norte          |                      |
| Conceição do Mato Dentro | 028    | Dom Joaquim                 |                      |
| Conceição do Mato Dentro | 028    | Itambé do Mato Dentro       |                      |
| Conceição do Mato Dentro | 028    | Morro do Pilar              |                      |
| Conceição do Mato Dentro | 028    | Passabém                    |                      |
| Conceição do Mato Dentro | 028    | Rio Vermelho                |                      |
| Conceição do Mato Dentro | 028    | Santo Antônio do Itambé     |                      |
| Conceição do Mato Dentro | 028    | Santo Antônio do Rio Abaixo |                      |
| Conceição do Mato Dentro | 028    | São Sebastião do Rio Preto  |                      |
| Conceição do Mato Dentro | 028    | Serra Azul de Minas         |                      |
| Conceição do Mato Dentro | 028    | Serro                       |                      |
| Pará de Minas            | 029    |                             | Florestal            |
| Pará de Minas            | 029    | Onça de Pitangui            |                      |
| Pará de Minas            | 029    | Pará de Minas               |                      |
| Pará de Minas            | 029    | Pitangui                    |                      |
| Pará de Minas            | 029    | São José da Varginha        |                      |
| Belo Horizonte           | 030    |                             | Belo Horizonte       |
| Belo Horizonte           | 030    | Betim                       |                      |
| Belo Horizonte           | 030    | Brumadinho                  |                      |
| Belo Horizonte           | 030    | Caeté                       |                      |
| Belo Horizonte           | 030    | Confins                     |                      |
| Belo Horizonte           | 030    | Contagem                    |                      |
| Belo Horizonte           | 030    | Esmeraldas                  |                      |
| Belo Horizonte           | 030    | Ibirité                     |                      |
| Belo Horizonte           | 030    | Igarapé                     |                      |
| Belo Horizonte           | 030    | Juatuba                     |                      |
| Belo Horizonte           | 030    | Lagoa Santa                 |                      |
| Belo Horizonte           | 030    | Mário Campos                |                      |
| Belo Horizonte           | 030    | Mateus Leme                 |                      |
| Belo Horizonte           | 030    | Nova Lima                   |                      |
| Belo Horizonte           | 030    | Pedro Leopoldo              |                      |
| Belo Horizonte           | 030    | Raposos                     |                      |
| Belo Horizonte           | 030    | Ribeirão das Neves          |                      |
| Belo Horizonte           | 030    | Rio Acima                   |                      |
| Belo Horizonte           | 030    | Sabará                      |                      |
| Belo Horizonte           | 030    | Santa Luzia                 |                      |
| Belo Horizonte           | 030    | São Joaquim de Bicas        |                      |
| Belo Horizonte           | 030    | São José da Lapa            |                      |
| Belo Horizonte           | 030    | Sarzedo                     |                      |
| Belo Horizonte           | 030    | Vespasiano                  |                      |
| Itabira                  | 031    |                             | Alvinópolis          |
| Itabira                  | 031    | Barão de Cocais             |                      |
| Itabira                  | 031    | Bela Vista de Minas         |                      |
| Itabira                  | 031    | Bom Jesus do Amparo         |                      |
| Itabira                  | 031    | Catas Altas                 |                      |
| Itabira                  | 031    | Dionísio                    |                      |
| Itabira                  | 031    | Ferros                      |                      |
| Itabira                  | 031    | Itabira                     |                      |
| Itabira                  | 031    | João Monlevade              |                      |
| Itabira                  | 031    | Nova Era                    |                      |
| Itabira                  | 031    | Nova União                  |                      |
| Itabira                  | 031    | Rio Piracicaba              |                      |
| Itabira                  | 031    | Santa Bárbara               |                      |
| Itabira                  | 031    | Santa Maria de Itabira      |                      |
| Itabira                  | 031    | São Domingos do Prata       |                      |
| Itabira                  | 031    | São Gonçalo do Rio Abaixo   |                      |
| Itabira                  | 031    | São José do Goiabal         |                      |
| Itabira                  | 031    | Taquaraçu de Minas          |                      |
| Itaguara                 | 032    |                             | Belo Vale            |
| Itaguara                 | 032    | Bonfim                      |                      |
| Itaguara                 | 032    | Crucilândia                 |                      |
| Itaguara                 | 032    | Itaguara                    |                      |
| Itaguara                 | 032    | Itatiaiuçu                  |                      |
| Itaguara                 | 032    | Jeceaba                     |                      |
| Itaguara                 | 032    | Moeda                       |                      |
| Itaguara                 | 032    | Piedade dos Gerais          |                      |
| Itaguara                 | 032    | Rio Manso                   |                      |
| Ouro Preto               | 033    |                             | Diogo de Vasconcelos |
| Ouro Preto               | 033    | Itabirito                   |                      |
| Ouro Preto               | 033    | Mariana                     |                      |
| Ouro Preto               | 033    | Ouro Preto                  |                      |
| Conselheiro Lafaiete     | 034    |                             | Casa Grande          |
| Conselheiro Lafaiete     | 034    | Catas Altas da Noruega      |                      |
| Conselheiro Lafaiete     | 034    | Congonhas                   |                      |
| Conselheiro Lafaiete     | 034    | Conselheiro Lafaiete        |                      |
| Conselheiro Lafaiete     | 034    | Cristiano Otoni             |                      |
| Conselheiro Lafaiete     | 034    | Desterro de Entre Rios      |                      |
| Conselheiro Lafaiete     | 034    | Entre Rios de Minas         |                      |
| Conselheiro Lafaiete     | 034    | Itaverava                   |                      |
| Conselheiro Lafaiete     | 034    | Ouro Branco                 |                      |
| Conselheiro Lafaiete     | 034    | Queluzito                   |                      |
| Conselheiro Lafaiete     | 034    | Santana dos Montes          |                      |
| Conselheiro Lafaiete     | 034    | São Brás do Suaçuí          |                      |

### Mesorregião do Vale do Rio Doce
| Microrregião         | Código | Localização               | Municípios         |
| -------------------- | ------ | ------------------------- | ------------------ |
| Guanhães             | 035    |                           | Braúnas            |
| Guanhães             | 035    | Carmésia                  |                    |
| Guanhães             | 035    | Coluna                    |                    |
| Guanhães             | 035    | Divinolândia de Minas     |                    |
| Guanhães             | 035    | Dores de Guanhães         |                    |
| Guanhães             | 035    | Gonzaga                   |                    |
| Guanhães             | 035    | Guanhães                  |                    |
| Guanhães             | 035    | Materlândia               |                    |
| Guanhães             | 035    | Paulistas                 |                    |
| Guanhães             | 035    | Sabinópolis               |                    |
| Guanhães             | 035    | Santa Efigênia de Minas   |                    |
| Guanhães             | 035    | São João Evangelista      |                    |
| Guanhães             | 035    | Sardoá                    |                    |
| Guanhães             | 035    | Senhora do Porto          |                    |
| Guanhães             | 035    | Virginópolis              |                    |
| Peçanha              | 036    |                           | Água Boa           |
| Peçanha              | 036    | Cantagalo                 |                    |
| Peçanha              | 036    | Frei Lagonegro            |                    |
| Peçanha              | 036    | José Raydan               |                    |
| Peçanha              | 036    | Peçanha                   |                    |
| Peçanha              | 036    | Santa Maria do Suaçuí     |                    |
| Peçanha              | 036    | São José do Jacuri        |                    |
| Peçanha              | 036    | São Pedro do Suaçuí       |                    |
| Peçanha              | 036    | São Sebastião do Maranhão |                    |
| Governador Valadares | 037    |                           | Alpercata          |
| Governador Valadares | 037    | Campanário                |                    |
| Governador Valadares | 037    | Capitão Andrade           |                    |
| Governador Valadares | 037    | Coroaci                   |                    |
| Governador Valadares | 037    | Divino das Laranjeiras    |                    |
| Governador Valadares | 037    | Engenheiro Caldas         |                    |
| Governador Valadares | 037    | Fernandes Tourinho        |                    |
| Governador Valadares | 037    | Frei Inocêncio            |                    |
| Governador Valadares | 037    | Galileia                  |                    |
| Governador Valadares | 037    | Governador Valadares      |                    |
| Governador Valadares | 037    | Itambacuri                |                    |
| Governador Valadares | 037    | Itanhomi                  |                    |
| Governador Valadares | 037    | Jampruca                  |                    |
| Governador Valadares | 037    | Marilac                   |                    |
| Governador Valadares | 037    | Mathias Lobato            |                    |
| Governador Valadares | 037    | Nacip Raydan              |                    |
| Governador Valadares | 037    | Nova Módica               |                    |
| Governador Valadares | 037    | Pescador                  |                    |
| Governador Valadares | 037    | São Geraldo da Piedade    |                    |
| Governador Valadares | 037    | São Geraldo do Baixio     |                    |
| Governador Valadares | 037    | São José da Safira        |                    |
| Governador Valadares | 037    | São José do Divino        |                    |
| Governador Valadares | 037    | Sobrália                  |                    |
| Governador Valadares | 037    | Tumiritinga               |                    |
| Governador Valadares | 037    | Virgolândia               |                    |
| Mantena              | 038    |                           | Central de Minas   |
| Mantena              | 038    | Itabirinha                |                    |
| Mantena              | 038    | Mantena                   |                    |
| Mantena              | 038    | Mendes Pimentel           |                    |
| Mantena              | 038    | Nova Belém                |                    |
| Mantena              | 038    | São Félix de Minas        |                    |
| Mantena              | 038    | São João do Manteninha    |                    |
| Ipatinga             | 039    |                           | Açucena            |
| Ipatinga             | 039    | Antônio Dias              |                    |
| Ipatinga             | 039    | Belo Oriente              |                    |
| Ipatinga             | 039    | Coronel Fabriciano        |                    |
| Ipatinga             | 039    | Ipatinga                  |                    |
| Ipatinga             | 039    | Jaguaraçu                 |                    |
| Ipatinga             | 039    | Joanésia                  |                    |
| Ipatinga             | 039    | Marliéria                 |                    |
| Ipatinga             | 039    | Mesquita                  |                    |
| Ipatinga             | 039    | Naque                     |                    |
| Ipatinga             | 039    | Periquito                 |                    |
| Ipatinga             | 039    | Santana do Paraíso        |                    |
| Ipatinga             | 039    | Timóteo                   |                    |
| Caratinga            | 040    |                           | Bom Jesus do Galho |
| Caratinga            | 040    | Bugre                     |                    |
| Caratinga            | 040    | Caratinga                 |                    |
| Caratinga            | 040    | Córrego Novo              |                    |
| Caratinga            | 040    | Dom Cavati                |                    |
| Caratinga            | 040    | Entre Folhas              |                    |
| Caratinga            | 040    | Iapu                      |                    |
| Caratinga            | 040    | Imbé de Minas             |                    |
| Caratinga            | 040    | Inhapim                   |                    |
| Caratinga            | 040    | Ipaba                     |                    |
| Caratinga            | 040    | Piedade de Caratinga      |                    |
| Caratinga            | 040    | Pingo-d'Água              |                    |
| Caratinga            | 040    | Santa Bárbara do Leste    |                    |
| Caratinga            | 040    | Santa Rita de Minas       |                    |
| Caratinga            | 040    | São Domingos das Dores    |                    |
| Caratinga            | 040    | São João do Oriente       |                    |
| Caratinga            | 040    | São Sebastião do Anta     |                    |
| Caratinga            | 040    | Tarumirim                 |                    |
| Caratinga            | 040    | Ubaporanga                |                    |
| Caratinga            | 040    | Vargem Alegre             |                    |
| Aimorés              | 041    |                           | Aimorés            |
| Aimorés              | 041    | Alvarenga                 |                    |
| Aimorés              | 041    | Conceição de Ipanema      |                    |
| Aimorés              | 041    | Conselheiro Pena          |                    |
| Aimorés              | 041    | Cuparaque                 |                    |
| Aimorés              | 041    | Goiabeira                 |                    |
| Aimorés              | 041    | Ipanema                   |                    |
| Aimorés              | 041    | Itueta                    |                    |
| Aimorés              | 041    | Mutum                     |                    |
| Aimorés              | 041    | Pocrane                   |                    |
| Aimorés              | 041    | Resplendor                |                    |
| Aimorés              | 041    | Santa Rita do Itueto      |                    |
| Aimorés              | 041    | Taparuba                  |                    |

### Mesorregião do Oeste de Minas
| Microrregião | Código | Localização             | Municípios      |
| ------------ | ------ | ----------------------- | --------------- |
| Piumhi       | 042    |                         | Bambuí          |
| Piumhi       | 042    | Córrego Danta           |                 |
| Piumhi       | 042    | Doresópolis             |                 |
| Piumhi       | 042    | Iguatama                |                 |
| Piumhi       | 042    | Medeiros                |                 |
| Piumhi       | 042    | Piumhi                  |                 |
| Piumhi       | 042    | São Roque de Minas      |                 |
| Piumhi       | 042    | Tapiraí                 |                 |
| Piumhi       | 042    | Vargem Bonita           |                 |
| Divinópolis  | 043    |                         | Carmo do Cajuru |
| Divinópolis  | 043    | Cláudio                 |                 |
| Divinópolis  | 043    | Conceição do Pará       |                 |
| Divinópolis  | 043    | Divinópolis             |                 |
| Divinópolis  | 043    | Igaratinga              |                 |
| Divinópolis  | 043    | Itaúna                  |                 |
| Divinópolis  | 043    | Nova Serrana            |                 |
| Divinópolis  | 043    | Perdigão                |                 |
| Divinópolis  | 043    | Santo Antônio do Monte  |                 |
| Divinópolis  | 043    | São Gonçalo do Pará     |                 |
| Divinópolis  | 043    | São Sebastião do Oeste  |                 |
| Formiga      | 044    |                         | Arcos           |
| Formiga      | 044    | Camacho                 |                 |
| Formiga      | 044    | Córrego Fundo           |                 |
| Formiga      | 044    | Formiga                 |                 |
| Formiga      | 044    | Itapecerica             |                 |
| Formiga      | 044    | Pains                   |                 |
| Formiga      | 044    | Pedra do Indaiá         |                 |
| Formiga      | 044    | Pimenta                 |                 |
| Campo Belo   | 045    |                         | Aguanil         |
| Campo Belo   | 045    | Campo Belo              |                 |
| Campo Belo   | 045    | Cana Verde              |                 |
| Campo Belo   | 045    | Candeias                |                 |
| Campo Belo   | 045    | Cristais                |                 |
| Campo Belo   | 045    | Perdões                 |                 |
| Campo Belo   | 045    | Santana do Jacaré       |                 |
| Oliveira     | 046    |                         | Bom Sucesso     |
| Oliveira     | 046    | Carmo da Mata           |                 |
| Oliveira     | 046    | Carmópolis de Minas     |                 |
| Oliveira     | 046    | Ibituruna               |                 |
| Oliveira     | 046    | Oliveira                |                 |
| Oliveira     | 046    | Passa Tempo             |                 |
| Oliveira     | 046    | Piracema                |                 |
| Oliveira     | 046    | Santo Antônio do Amparo |                 |
| Oliveira     | 046    | São Francisco de Paula  |                 |

### Mesorregião do Sul e Sudoeste de Minas
| Microrregião             | Código | Localização                 | Municípios         | População (IBGE 2010) | População (IBGE 2010) |
| ------------------------ | ------ | --------------------------- | ------------------ | --------------------- | --------------------- |
| Passos                   | 047    |                             | Alpinópolis        | 18.488                | [ 5 ]                 |
| Passos                   | 047    | Bom Jesus da Penha          | 3.887              | [ 6 ]                 |                       |
| Passos                   | 047    | Capetinga                   | 7.089              | [ 7 ]                 |                       |
| Passos                   | 047    | Capitólio                   | 8.183              | [ 8 ]                 |                       |
| Passos                   | 047    | Cássia                      | 17.412             | [ 9 ]                 |                       |
| Passos                   | 047    | Claraval                    | 4.542              | [ 10 ]                |                       |
| Passos                   | 047    | Delfinópolis                | 6.830              | [ 11 ]                |                       |
| Passos                   | 047    | Fortaleza de Minas          | 4.098              | [ 12 ]                |                       |
| Passos                   | 047    | Ibiraci                     | 12.176             | [ 13 ]                |                       |
| Passos                   | 047    | Itaú de Minas               | 14.945             | [ 14 ]                |                       |
| Passos                   | 047    | Passos                      | 106.290            | [ 15 ]                |                       |
| Passos                   | 047    | Pratápolis                  | 8.807              | [ 16 ]                |                       |
| Passos                   | 047    | São João Batista do Glória  | 6.887              | [ 17 ]                |                       |
| Passos                   | 047    | São José da Barra           | 6.778              | [ 18 ]                |                       |
| São Sebastião do Paraíso | 048    |                             | Arceburgo          | 9.509                 | [ 19 ]                |
| São Sebastião do Paraíso | 048    | Cabo Verde                  | 13.823             | [ 20 ]                |                       |
| São Sebastião do Paraíso | 048    | Guaranésia                  | 18.714             | [ 21 ]                |                       |
| São Sebastião do Paraíso | 048    | Guaxupé                     | 49.430             | [ 22 ]                |                       |
| São Sebastião do Paraíso | 048    | Itamogi                     | 10.349             | [ 23 ]                |                       |
| São Sebastião do Paraíso | 048    | Jacuí                       | 7.502              | [ 24 ]                |                       |
| São Sebastião do Paraíso | 048    | Juruaia                     | 9.238              | [ 25 ]                |                       |
| São Sebastião do Paraíso | 048    | Monte Belo                  | 13.061             | [ 26 ]                |                       |
| São Sebastião do Paraíso | 048    | Monte Santo de Minas        | 21.234             | [ 27 ]                |                       |
| São Sebastião do Paraíso | 048    | Muzambinho                  | 20.430             | [ 28 ]                |                       |
| São Sebastião do Paraíso | 048    | Nova Resende                | 15.374             | [ 29 ]                |                       |
| São Sebastião do Paraíso | 048    | São Pedro da União          | 5.040              | [ 30 ]                |                       |
| São Sebastião do Paraíso | 048    | São Sebastião do Paraíso    | 64.980             | [ 31 ]                |                       |
| São Sebastião do Paraíso | 048    | São Tomás de Aquino         | 7.093              | [ 32 ]                |                       |
| Alfenas                  | 049    |                             | Alfenas            | 73.774                | [ 33 ]                |
| Alfenas                  | 049    | Alterosa                    | 13.717             | [ 34 ]                |                       |
| Alfenas                  | 049    | Areado                      | 13.731             | [ 35 ]                |                       |
| Alfenas                  | 049    | Carmo do Rio Claro          | 20.426             | [ 36 ]                |                       |
| Alfenas                  | 049    | Carvalhópolis               | 3.341              | [ 37 ]                |                       |
| Alfenas                  | 049    | Conceição da Aparecida      | 9.820              | [ 38 ]                |                       |
| Alfenas                  | 049    | Divisa Nova                 | 5.763              | [ 39 ]                |                       |
| Alfenas                  | 049    | Fama                        | 2.350              | [ 40 ]                |                       |
| Alfenas                  | 049    | Machado                     | 38.688             | [ 41 ]                |                       |
| Alfenas                  | 049    | Paraguaçu                   | 20.245             | [ 42 ]                |                       |
| Alfenas                  | 049    | Poço Fundo                  | 15.959             | [ 43 ]                |                       |
| Alfenas                  | 049    | Serrania                    | 7.542              | [ 44 ]                |                       |
| Varginha                 | 050    |                             | Boa Esperança      | 38.516                | [ 45 ]                |
| Varginha                 | 050    | Campanha                    | 15.433             | [ 46 ]                |                       |
| Varginha                 | 050    | Campo do Meio               | 11.476             | [ 47 ]                |                       |
| Varginha                 | 050    | Campos Gerais               | 27.600             | [ 48 ]                |                       |
| Varginha                 | 050    | Carmo da Cachoeira          | 11.836             | [ 49 ]                |                       |
| Varginha                 | 050    | Coqueiral                   | 9.289              | [ 50 ]                |                       |
| Varginha                 | 050    | Elói Mendes                 | 25.220             | [ 51 ]                |                       |
| Varginha                 | 050    | Guapé                       | 13.872             | [ 52 ]                |                       |
| Varginha                 | 050    | Ilicínea                    | 11.488             | [ 53 ]                |                       |
| Varginha                 | 050    | Monsenhor Paulo             | 8.161              | [ 54 ]                |                       |
| Varginha                 | 050    | Santana da Vargem           | 7.231              | [ 55 ]                |                       |
| Varginha                 | 050    | São Bento Abade             | 4.577              | [ 56 ]                |                       |
| Varginha                 | 050    | São Tomé das Letras         | 6.655              | [ 57 ]                |                       |
| Varginha                 | 050    | Três Corações               | 72.765             | [ 58 ]                |                       |
| Varginha                 | 050    | Três Pontas                 | 53.860             | [ 59 ]                |                       |
| Varginha                 | 050    | Varginha                    | 123.081            | [ 60 ]                |                       |
| Poços de Caldas          | 051    |                             | Albertina          | 2.913                 | [ 61 ]                |
| Poços de Caldas          | 051    | Andradas                    | 37.270             | [ 62 ]                |                       |
| Poços de Caldas          | 051    | Bandeira do Sul             | 5.338              | [ 63 ]                |                       |
| Poços de Caldas          | 051    | Botelhos                    | 14.920             | [ 64 ]                |                       |
| Poços de Caldas          | 051    | Caldas                      | 13.633             | [ 65 ]                |                       |
| Poços de Caldas          | 051    | Campestre                   | 20.686             | [ 66 ]                |                       |
| Poços de Caldas          | 051    | Ibitiúra de Minas           | 3.382              | [ 67 ]                |                       |
| Poços de Caldas          | 051    | Inconfidentes               | 6.908              | [ 68 ]                |                       |
| Poços de Caldas          | 051    | Jacutinga                   | 22.772             | [ 69 ]                |                       |
| Poços de Caldas          | 051    | Monte Sião                  | 21.203             | [ 70 ]                |                       |
| Poços de Caldas          | 051    | Ouro Fino                   | 31.568             | [ 71 ]                |                       |
| Poços de Caldas          | 051    | Poços de Caldas             | 152.435            | [ 72 ]                |                       |
| Poços de Caldas          | 051    | Santa Rita de Caldas        | 9.027              | [ 73 ]                |                       |
| Pouso Alegre             | 052    |                             | Bom Repouso        | 10.457                | [ 74 ]                |
| Pouso Alegre             | 052    | Borda da Mata               | 17.118             | [ 75 ]                |                       |
| Pouso Alegre             | 052    | Bueno Brandão               | 10.892             | [ 76 ]                |                       |
| Pouso Alegre             | 052    | Camanducaia                 | 21.080             | [ 77 ]                |                       |
| Pouso Alegre             | 052    | Cambuí                      | 26.488             | [ 78 ]                |                       |
| Pouso Alegre             | 052    | Congonhal                   | 10.468             | [ 79 ]                |                       |
| Pouso Alegre             | 052    | Córrego do Bom Jesus        | 3.730              | [ 80 ]                |                       |
| Pouso Alegre             | 052    | Espírito Santo do Dourado   | 4.429              | [ 81 ]                |                       |
| Pouso Alegre             | 052    | Estiva                      | 10.845             | [ 82 ]                |                       |
| Pouso Alegre             | 052    | Extrema                     | 28.599             | [ 83 ]                |                       |
| Pouso Alegre             | 052    | Gonçalves                   | 4.220              | [ 84 ]                |                       |
| Pouso Alegre             | 052    | Ipuiuna                     | 9.521              | [ 85 ]                |                       |
| Pouso Alegre             | 052    | Itapeva                     | 8.664              | [ 86 ]                |                       |
| Pouso Alegre             | 052    | Munhoz                      | 6.257              | [ 87 ]                |                       |
| Pouso Alegre             | 052    | Pouso Alegre                | 130.615            | [ 88 ]                |                       |
| Pouso Alegre             | 052    | Sapucaí-Mirim               | 6.241              | [ 89 ]                |                       |
| Pouso Alegre             | 052    | Senador Amaral              | 5.219              | [ 90 ]                |                       |
| Pouso Alegre             | 052    | Senador José Bento          | 1.868              | [ 91 ]                |                       |
| Pouso Alegre             | 052    | Tocos do Moji               | 3.950              | [ 92 ]                |                       |
| Pouso Alegre             | 052    | Toledo                      | 5.764              | [ 93 ]                |                       |
| Santa Rita do Sapucaí    | 053    |                             | Cachoeira de Minas | 11.034                | [ 94 ]                |
| Santa Rita do Sapucaí    | 053    | Careaçu                     | 6.298              | [ 95 ]                |                       |
| Santa Rita do Sapucaí    | 053    | Conceição das Pedras        | 2.749              | [ 96 ]                |                       |
| Santa Rita do Sapucaí    | 053    | Conceição dos Ouros         | 10.388             | [ 97 ]                |                       |
| Santa Rita do Sapucaí    | 053    | Cordislândia                | 3.435              | [ 98 ]                |                       |
| Santa Rita do Sapucaí    | 053    | Heliodora                   | 6.121              | [ 99 ]                |                       |
| Santa Rita do Sapucaí    | 053    | Natércia                    | 4.658              | [ 100 ]               |                       |
| Santa Rita do Sapucaí    | 053    | Pedralva                    | 11.467             | [ 101 ]               |                       |
| Santa Rita do Sapucaí    | 053    | Santa Rita do Sapucaí       | 37.754             | [ 102 ]               |                       |
| Santa Rita do Sapucaí    | 053    | São Gonçalo do Sapucaí      | 23.906             | [ 103 ]               |                       |
| Santa Rita do Sapucaí    | 053    | São João da Mata            | 2.731              | [ 104 ]               |                       |
| Santa Rita do Sapucaí    | 053    | São José do Alegre          | 3.996              | [ 105 ]               |                       |
| Santa Rita do Sapucaí    | 053    | São Sebastião da Bela Vista | 4.948              | [ 106 ]               |                       |
| Santa Rita do Sapucaí    | 053    | Silvianópolis               | 6.027              | [ 107 ]               |                       |
| Santa Rita do Sapucaí    | 053    | Turvolândia                 | 4.658              | [ 108 ]               |                       |
| São Lourenço             | 054    |                             | Alagoa             | 2.709                 | [ 109 ]               |
| São Lourenço             | 054    | Baependi                    | 18.307             | [ 110 ]               |                       |
| São Lourenço             | 054    | Cambuquira                  | 12.602             | [ 111 ]               |                       |
| São Lourenço             | 054    | Carmo de Minas              | 13.750             | [ 112 ]               |                       |
| São Lourenço             | 054    | Caxambu                     | 21.705             | [ 113 ]               |                       |
| São Lourenço             | 054    | Conceição do Rio Verde      | 12.949             | [ 114 ]               |                       |
| São Lourenço             | 054    | Itamonte                    | 14.003             | [ 115 ]               |                       |
| São Lourenço             | 054    | Itanhandu                   | 14.175             | [ 116 ]               |                       |
| São Lourenço             | 054    | Jesuânia                    | 4.768              | [ 117 ]               |                       |
| São Lourenço             | 054    | Lambari                     | 19.554             | [ 118 ]               |                       |
| São Lourenço             | 054    | Olímpio Noronha             | 2.533              | [ 119 ]               |                       |
| São Lourenço             | 054    | Passa Quatro                | 15.582             | [ 120 ]               |                       |
| São Lourenço             | 054    | Pouso Alto                  | 6.213              | [ 121 ]               |                       |
| São Lourenço             | 054    | São Lourenço                | 41.657             | [ 122 ]               |                       |
| São Lourenço             | 054    | São Sebastião do Rio Verde  | 2.110              | [ 123 ]               |                       |
| São Lourenço             | 054    | Soledade de Minas           | 5.676              | [ 124 ]               |                       |
| Andrelândia              | 055    |                             | Aiuruoca           | 6.162                 | [ 125 ]               |
| Andrelândia              | 055    | Andrelândia                 | 12.173             | [ 126 ]               |                       |
| Andrelândia              | 055    | Arantina                    | 2.823              | [ 127 ]               |                       |
| Andrelândia              | 055    | Bocaina de Minas            | 5.007              | [ 128 ]               |                       |
| Andrelândia              | 055    | Bom Jardim de Minas         | 6.501              | [ 129 ]               |                       |
| Andrelândia              | 055    | Carvalhos                   | 4.556              | [ 130 ]               |                       |
| Andrelândia              | 055    | Cruzília                    | 14.591             | [ 131 ]               |                       |
| Andrelândia              | 055    | Liberdade                   | 5.346              | [ 132 ]               |                       |
| Andrelândia              | 055    | Minduri                     | 3.840              | [ 133 ]               |                       |
| Andrelândia              | 055    | Passa Vinte                 | 2.079              | [ 134 ]               |                       |
| Andrelândia              | 055    | São Vicente de Minas        | 7.008              | [ 135 ]               |                       |
| Andrelândia              | 055    | Seritinga                   | 1.789              | [ 136 ]               |                       |
| Andrelândia              | 055    | Serranos                    | 1.995              | [ 137 ]               |                       |
| Itajubá                  | 056    |                             | Brazópolis         | 14.661                | [ 138 ]               |
| Itajubá                  | 056    | Consolação                  | 1.727              | [ 139 ]               |                       |
| Itajubá                  | 056    | Cristina                    | 10.210             | [ 140 ]               |                       |
| Itajubá                  | 056    | Delfim Moreira              | 7.971              | [ 141 ]               |                       |
| Itajubá                  | 056    | Dom Viçoso                  | 2.994              | [ 142 ]               |                       |
| Itajubá                  | 056    | Itajubá                     | 90.658             | [ 143 ]               |                       |
| Itajubá                  | 056    | Maria da Fé                 | 14.216             | [ 144 ]               |                       |
| Itajubá                  | 056    | Marmelópolis                | 2.968              | [ 145 ]               |                       |
| Itajubá                  | 056    | Paraisópolis                | 19.379             | [ 146 ]               |                       |
| Itajubá                  | 056    | Piranguçu                   | 5.217              | [ 147 ]               |                       |
| Itajubá                  | 056    | Piranguinho                 | 8.016              | [ 148 ]               |                       |
| Itajubá                  | 056    | Virgínia                    | 8.623              | [ 149 ]               |                       |
| Itajubá                  | 056    | Wenceslau Braz              | 2.553              | [ 150 ]               |                       |

### Mesorregião do Campo das Vertentes
| Microrregião     | Código | Localização              | Municípios                  | População (IBGE 2010) | População (IBGE 2010) |
| ---------------- | ------ | ------------------------ | --------------------------- | --------------------- | --------------------- |
| Lavras           | 057    |                          | Carrancas                   | 3.948                 | [ 151 ]               |
| Lavras           | 057    | Ijaci                    | 5.859                       | [ 152 ]               |                       |
| Lavras           | 057    | Ingaí                    | 2.629                       | [ 153 ]               |                       |
| Lavras           | 057    | Itumirim                 | 6.139                       | [ 154 ]               |                       |
| Lavras           | 057    | Itutinga                 | 3.913                       | [ 155 ]               |                       |
| Lavras           | 057    | Lavras                   | 92.200                      | [ 156 ]               |                       |
| Lavras           | 057    | Luminárias               | 5.422                       | [ 157 ]               |                       |
| Lavras           | 057    | Nepomuceno               | 25.733                      | [ 158 ]               |                       |
| Lavras           | 057    | Ribeirão Vermelho        | 3.826                       | [ 159 ]               |                       |
| São João del-Rei | 058    |                          | Conceição da Barra de Minas | 3.954                 | [ 160 ]               |
| São João del-Rei | 058    | Coronel Xavier Chaves    | 3.301                       | [ 161 ]               |                       |
| São João del-Rei | 058    | Dores de Campos          | 9.299                       | [ 162 ]               |                       |
| São João del-Rei | 058    | Lagoa Dourada            | 12.256                      | [ 163 ]               |                       |
| São João del-Rei | 058    | Madre de Deus de Minas   | 4.904                       | [ 164 ]               |                       |
| São João del-Rei | 058    | Nazareno                 | 7.954                       | [ 165 ]               |                       |
| São João del-Rei | 058    | Piedade do Rio Grande    | 4.709                       | [ 166 ]               |                       |
| São João del-Rei | 058    | Prados                   | 8.391                       | [ 167 ]               |                       |
| São João del-Rei | 058    | Resende Costa            | 10.913                      | [ 168 ]               |                       |
| São João del-Rei | 058    | Ritápolis                | 4.925                       | [ 169 ]               |                       |
| São João del-Rei | 058    | Santa Cruz de Minas      | 7.856                       | [ 170 ]               |                       |
| São João del-Rei | 058    | Santana do Garambéu      | 2.234                       | [ 171 ]               |                       |
| São João del-Rei | 058    | São João del-Rei         | 84.469                      | [ 172 ]               |                       |
| São João del-Rei | 058    | São Tiago                | 10.561                      | [ 173 ]               |                       |
| São João del-Rei | 058    | Tiradentes               | 6.961                       | [ 174 ]               |                       |
| Barbacena        | 059    |                          | Alfredo Vasconcelos         | 6.075                 | [ 175 ]               |
| Barbacena        | 059    | Antônio Carlos           | 11.114                      | [ 176 ]               |                       |
| Barbacena        | 059    | Barbacena                | 126.284                     | [ 177 ]               |                       |
| Barbacena        | 059    | Barroso                  | 19.599                      | [ 178 ]               |                       |
| Barbacena        | 059    | Capela Nova              | 4.755                       | [ 179 ]               |                       |
| Barbacena        | 059    | Caranaíba                | 3.288                       | [ 180 ]               |                       |
| Barbacena        | 059    | Carandaí                 | 23.346                      | [ 181 ]               |                       |
| Barbacena        | 059    | Desterro do Melo         | 3.015                       | [ 182 ]               |                       |
| Barbacena        | 059    | Ibertioga                | 5.036                       | [ 183 ]               |                       |
| Barbacena        | 059    | Ressaquinha              | 4.711                       | [ 184 ]               |                       |
| Barbacena        | 059    | Santa Bárbara do Tugúrio | 4.570                       | [ 185 ]               |                       |
| Barbacena        | 059    | Senhora dos Remédios     | 10.196                      | [ 186 ]               |                       |

### Mesorregião da Zona da Mata
| Microrregião | Código | Localização                    | Municípios             |
| ------------ | ------ | ------------------------------ | ---------------------- |
| Ponte Nova   | 060    |                                | Acaiaca                |
| Ponte Nova   | 060    | Barra Longa                    |                        |
| Ponte Nova   | 060    | Dom Silvério                   |                        |
| Ponte Nova   | 060    | Guaraciaba                     |                        |
| Ponte Nova   | 060    | Jequeri                        |                        |
| Ponte Nova   | 060    | Oratórios                      |                        |
| Ponte Nova   | 060    | Piedade de Ponte Nova          |                        |
| Ponte Nova   | 060    | Ponte Nova                     |                        |
| Ponte Nova   | 060    | Raul Soares                    |                        |
| Ponte Nova   | 060    | Rio Casca                      |                        |
| Ponte Nova   | 060    | Rio Doce                       |                        |
| Ponte Nova   | 060    | Santa Cruz do Escalvado        |                        |
| Ponte Nova   | 060    | Santo Antônio do Grama         |                        |
| Ponte Nova   | 060    | São Pedro dos Ferros           |                        |
| Ponte Nova   | 060    | Sem-Peixe                      |                        |
| Ponte Nova   | 060    | Sericita                       |                        |
| Ponte Nova   | 060    | Urucânia                       |                        |
| Ponte Nova   | 060    | Vermelho Novo                  |                        |
| Manhuaçu     | 061    |                                | Abre Campo             |
| Manhuaçu     | 061    | Alto Caparaó                   |                        |
| Manhuaçu     | 061    | Alto Jequitibá                 |                        |
| Manhuaçu     | 061    | Caparaó                        |                        |
| Manhuaçu     | 061    | Caputira                       |                        |
| Manhuaçu     | 061    | Chalé                          |                        |
| Manhuaçu     | 061    | Durandé                        |                        |
| Manhuaçu     | 061    | Lajinha                        |                        |
| Manhuaçu     | 061    | Luisburgo                      |                        |
| Manhuaçu     | 061    | Manhuaçu                       |                        |
| Manhuaçu     | 061    | Manhumirim                     |                        |
| Manhuaçu     | 061    | Martins Soares                 |                        |
| Manhuaçu     | 061    | Matipó                         |                        |
| Manhuaçu     | 061    | Pedra Bonita                   |                        |
| Manhuaçu     | 061    | Reduto                         |                        |
| Manhuaçu     | 061    | Santa Margarida                |                        |
| Manhuaçu     | 061    | Santana do Manhuaçu            |                        |
| Manhuaçu     | 061    | São João do Manhuaçu           |                        |
| Manhuaçu     | 061    | São José do Mantimento         |                        |
| Manhuaçu     | 061    | Simonésia                      |                        |
| Viçosa       | 062    |                                | Alto Rio Doce          |
| Viçosa       | 062    | Amparo da Serra                |                        |
| Viçosa       | 062    | Araponga                       |                        |
| Viçosa       | 062    | Brás Pires                     |                        |
| Viçosa       | 062    | Cajuri                         |                        |
| Viçosa       | 062    | Canaã                          |                        |
| Viçosa       | 062    | Cipotânea                      |                        |
| Viçosa       | 062    | Coimbra                        |                        |
| Viçosa       | 062    | Ervália                        |                        |
| Viçosa       | 062    | Lamim                          |                        |
| Viçosa       | 062    | Paula Cândido                  |                        |
| Viçosa       | 062    | Pedra do Anta                  |                        |
| Viçosa       | 062    | Piranga                        |                        |
| Viçosa       | 062    | Porto Firme                    |                        |
| Viçosa       | 062    | Presidente Bernardes           |                        |
| Viçosa       | 062    | Rio Espera                     |                        |
| Viçosa       | 062    | São Miguel do Anta             |                        |
| Viçosa       | 062    | Senhora de Oliveira            |                        |
| Viçosa       | 062    | Teixeiras                      |                        |
| Viçosa       | 062    | Viçosa                         |                        |
| Muriaé       | 063    |                                | Antônio Prado de Minas |
| Muriaé       | 063    | Barão de Monte Alto            |                        |
| Muriaé       | 063    | Caiana                         |                        |
| Muriaé       | 063    | Carangola                      |                        |
| Muriaé       | 063    | Divino                         |                        |
| Muriaé       | 063    | Espera Feliz                   |                        |
| Muriaé       | 063    | Eugenópolis                    |                        |
| Muriaé       | 063    | Faria Lemos                    |                        |
| Muriaé       | 063    | Fervedouro                     |                        |
| Muriaé       | 063    | Miradouro                      |                        |
| Muriaé       | 063    | Miraí                          |                        |
| Muriaé       | 063    | Muriaé                         |                        |
| Muriaé       | 063    | Orizânia                       |                        |
| Muriaé       | 063    | Patrocínio do Muriaé           |                        |
| Muriaé       | 063    | Pedra Dourada                  |                        |
| Muriaé       | 063    | Rosário da Limeira             |                        |
| Muriaé       | 063    | São Francisco do Glória        |                        |
| Muriaé       | 063    | São Sebastião da Vargem Alegre |                        |
| Muriaé       | 063    | Tombos                         |                        |
| Muriaé       | 063    | Vieiras                        |                        |
| Ubá          | 064    |                                | Astolfo Dutra          |
| Ubá          | 064    | Divinésia                      |                        |
| Ubá          | 064    | Dores do Turvo                 |                        |
| Ubá          | 064    | Guarani                        |                        |
| Ubá          | 064    | Guidoval                       |                        |
| Ubá          | 064    | Guiricema                      |                        |
| Ubá          | 064    | Mercês                         |                        |
| Ubá          | 064    | Piraúba                        |                        |
| Ubá          | 064    | Rio Pomba                      |                        |
| Ubá          | 064    | Rodeiro                        |                        |
| Ubá          | 064    | São Geraldo                    |                        |
| Ubá          | 064    | Senador Firmino                |                        |
| Ubá          | 064    | Silveirânia                    |                        |
| Ubá          | 064    | Tabuleiro                      |                        |
| Ubá          | 064    | Tocantins                      |                        |
| Ubá          | 064    | Ubá                            |                        |
| Ubá          | 064    | Visconde do Rio Branco         |                        |
| Juiz de Fora | 065    |                                | Aracitaba              |
| Juiz de Fora | 065    | Belmiro Braga                  |                        |
| Juiz de Fora | 065    | Bias Fortes                    |                        |
| Juiz de Fora | 065    | Bicas                          |                        |
| Juiz de Fora | 065    | Chácara                        |                        |
| Juiz de Fora | 065    | Chiador                        |                        |
| Juiz de Fora | 065    | Coronel Pacheco                |                        |
| Juiz de Fora | 065    | Descoberto                     |                        |
| Juiz de Fora | 065    | Ewbank da Câmara               |                        |
| Juiz de Fora | 065    | Goianá                         |                        |
| Juiz de Fora | 065    | Guarará                        |                        |
| Juiz de Fora | 065    | Juiz de Fora                   |                        |
| Juiz de Fora | 065    | Lima Duarte                    |                        |
| Juiz de Fora | 065    | Mar de Espanha                 |                        |
| Juiz de Fora | 065    | Maripá de Minas                |                        |
| Juiz de Fora | 065    | Matias Barbosa                 |                        |
| Juiz de Fora | 065    | Olaria                         |                        |
| Juiz de Fora | 065    | Oliveira Fortes                |                        |
| Juiz de Fora | 065    | Paiva                          |                        |
| Juiz de Fora | 065    | Pedro Teixeira                 |                        |
| Juiz de Fora | 065    | Pequeri                        |                        |
| Juiz de Fora | 065    | Piau                           |                        |
| Juiz de Fora | 065    | Rio Novo                       |                        |
| Juiz de Fora | 065    | Rio Preto                      |                        |
| Juiz de Fora | 065    | Rochedo de Minas               |                        |
| Juiz de Fora | 065    | Santa Bárbara do Monte Verde   |                        |
| Juiz de Fora | 065    | Santa Rita de Ibitipoca        |                        |
| Juiz de Fora | 065    | Santa Rita de Jacutinga        |                        |
| Juiz de Fora | 065    | Santana do Deserto             |                        |
| Juiz de Fora | 065    | Santos Dumont                  |                        |
| Juiz de Fora | 065    | São João Nepomuceno            |                        |
| Juiz de Fora | 065    | Senador Cortes                 |                        |
| Juiz de Fora | 065    | Simão Pereira                  |                        |
| Cataguases   | 066    |                                | Além Paraíba           |
| Cataguases   | 066    | Argirita                       |                        |
| Cataguases   | 066    | Cataguases                     |                        |
| Cataguases   | 066    | Dona Eusébia                   |                        |
| Cataguases   | 066    | Estrela Dalva                  |                        |
| Cataguases   | 066    | Itamarati de Minas             |                        |
| Cataguases   | 066    | Laranjal                       |                        |
| Cataguases   | 066    | Leopoldina                     |                        |
| Cataguases   | 066    | Palma                          |                        |
| Cataguases   | 066    | Pirapetinga                    |                        |
| Cataguases   | 066    | Recreio                        |                        |
| Cataguases   | 066    | Santana de Cataguases          |                        |
| Cataguases   | 066    | Santo Antônio do Aventureiro   |                        |
| Cataguases   | 066    | Volta Grande                   |                        |